# ハミクマ
ハミクマ（HAMI-KUMA）は、ユニバーサル・スタジオ・ジャパンによるオリジナルキャラクター。「ハロウィーン・ホラー・ナイト」に登場するクマのゾンビ。

## 概要
ハミクマは移動サーカスの余興に出演していた。その愛らしい容姿と風変わりな動きは、サーカスが移動する先々で多くの観衆を惹きつけたが、その一方で、ハミクマは本物のクマではないという噂も流れた。ハミクマが有名になるにつれ、他のパフォーマーたちの嫉妬も大きくなった。彼らも噂を信じるようになり、ハミクマが実は本物そっくりの着ぐるみで中に人が入っているのではないかと疑うようになった。ある夜、サーカスが次の町へ移動するために荷造りをしていると、ハミクマが次の公演でトップスターになることが発表された。他のパフォーマーたちはもう限界だった。その夜遅く、彼らはハミクマを大テントに誘い込み、腹を切り裂いて中身を暴こうとしたが、中に人はいなかった。証拠を隠滅するため、彼らは大テントに火を放った。サーカスは消滅し、ハミクマは命を失った。ハミクマはYOU ME LAND／死の世界に落ちて行った。死の世界ではデス・ブリンガーが、新しい宿主を使って地上へ戻ろうとする悪魔の計画を画策し、ハミクマの腹の中に寄生した。これによってハミクマは永遠の命を得て、我々の世界に戻ってきたのだが、影響がなかった訳ではない。地表に引き戻される時、ハミクマの魂は取り残された。表界に戻ったハミクマは活動を再開したが、腹は開いたままで、腹の中のさまざまな謎めく物が外に出る機会をうかがっていた。
世の中のハミ出している人々の共感を集め、配下に置き、「ハロウィーン・ホラー・ナイト」に登場するゾンビまでもを配下に収めている。
語尾に「death」（「です」とかけている）を付けて話すのが特徴。

## 登場
2021年
「ハロウィーン・ホラー・ナイト2021」の「ストリート・ゾンビ」のエリア、「キラー・キューティ・アベニュー」に初登場した。当時、名前はなく、声も発していなかった。
2022年
「ハロウィーン・ホラー・ナイト2022」より「ハミクマ」の名前が正式に発表され、「ゾンビたちの支配者」という新たな設定が追加された。グラマシーパークのステージでは、ステージ・ショー「ハミクマ・サイコ・サーカス」が開催され、声を発するようになった。「ストリート・ゾンビ」では、ステージ・ショーと同名の、ハミクマが支配するサーカス団のエリアが新たに登場した。
2023年
グラマシーパークのステージで開催されている「ゾンビ・デ・ダンス」に登場した。「闇の支配者ハミクマが開く奇怪な熱狂ダンスパーティ」をテーマにした本ステージでは、デスブリンガーやハミクマソウルといったキャラクターが新たに登場した。ぬいぐるみやメダリオンなど10種類を超えるオリジナルグッズや、オリジナルのチュリトス「ハミクマ・チュリトス ・Death! ～ラズベリー＆チョコレート～」が発売された。

## 派生キャラクター
ハミクマソウル
2023年初登場。ハミクマの魂が具現化された存在。デスブリンガーがいなくなったことで魂と体が分離したハミクマから登場した。毛が白く、王冠を身に付けている。現在の生の世界の裏側にあり、死後の世界とも言える“YOU ME LAND／黄泉の国”に存在するハミクマの魂。語尾に「birth」（「ます」とかけている）を付けて話すのが特徴。
ハミクマパンク
2024年初登場。ハミクマの中の怒りが具現化した姿。呪いを解く鍵を知っている。ブルーのボディにスタッズがついた衣装などパンクロッカーを想起させるビジュアルとなっている。語尾に「shout」（「しょう」とかけている）を付けて話すのが特徴。
ハミクマキャンディ
2025年初登場。ハミクマの欲望が具現化した姿。ハミクマが大好きなお腹の中のキャンディのようにドロドロで甘い。

## 関連キャラクター

### 2022年
リングマスター
ハミクマが絶大な信頼を置く「ハミクマ・サイコ・サーカス」の団長である、ピエロのゾンビ。内臓が露出しており、腰にはヒトの顔の皮を巻いている。
ミスター・ナイトメア
「チェーンソー・チェーンギャング」のリーダーである、投獄された過去を持つゾンビ。黄色の囚人服を着ており、肋骨が露出している。
ザ・ハンガー
「マーダラス・モンスターズ」のリーダーである、クールな性格のヴァンパイア。顔の左半分の皮がない。
レディ・ペイン
「ゴシック・キラー・キューティーズ」のリーダーである、ゴスロリゾンビ。心臓が露出しており、頭には大きな釘が何本も刺さっている。

### 2023年
デスブリンガー
ハミクマの切り裂かれた腹部に寄生する男性。2022年のステージ・ショー「ハミクマ・サイコ・サーカス」の時から様子を伺っていたが、「死」という贈り物を届けるために登場した。デスブリンガーがいなくなったハミクマは、魂と体が分離し、生と死のエネルギーの狭間にいる。

## グッズ
2021年の初登場からファンの間では密かな人気があったがグッズは存在しなかった。
2022年に「ゾンビたちの支配者」となってから人気が爆発し、キーチェーンやクッション、ポーチ付きキャラメルなど、数種類のグッズが発売されたが、相次いで完売となった。
2023年には、ハミクマになりきることができるキャップやカチューシャ、アクリルスタンドやクッキーなど、種類が格段に増えたが、高額転売が相次ぎ、ハロウィン事前販売を知る人のみ購入された箱入りハミクマのぬいぐるみM（定価16000円）が11万4980円で出品される事例もあった。